# Свобода (Броварський район)
Свобо́да — село в Україні, в Броварському районі Київської області. Населення становить 180 осіб. Входить до складу Згурівської селищної громади.

## Історія
Найстаріша мапа, де є поселення - 1941 року.